# Rzeczpospolita
Pentru ziarul cu același nume, vezi Rzeczpospolita (ziar).
Rzeczpospolita ►  pronunție ►  este un cuvânt polonez tradus prin "republică" sau "federație", o calchiere după expresia latină res publica ("afacere publică"). 
Cuvântul rzeczpospolita a fost utilizat în Polonia începând cu sfârșitul secolului al XVI-lea, la început pentru a caracteriza orice stat democratic. 
În zilele noastre, cuvântul este folosit pentru a denumi doar statul polonez. Orice altă republică este denumită republika în limba poloneză a zilelor noastre. 
Numele oficial al Poloniei de azi este Rzeczpospolita Polska, care poate fi tradus ca "Republica Polonia". Totuși, o asemenea traducere, atunci când se vorbește despre statul care a existat între secolele al XVI-lea și al XVIII-lea, poate genera confuzii, de vreme ce atunci Rzeczpospolita era o monarhie. Pentru acea perioadă, Rzeczpospolita poate fi tradus mai potrivit ca "Federație", ca în cazul "Federația polono-lituaniană".
Cuvântul Rzeczpospolita este folosit pentru a numi trei perioade din istoria Poloniei: 
- Prima Rzeczpospolita – perioada când Polonia a fost condusă de nobilime, (șleahta), care alegea regele, și de parlament  (Seim). Această perioadă s-a întins de la Actul Nihil novi din 1505 până la a treia și ultima împărțirea a statului polono-lituanian din 1795;
- A doua Rzeczpospolita – perioada  interbelică, de la proclamarea independenței  din 1918 până la ocuparea țării de trupele Germaniei Naziste și ale Uniunii Sovietice din 1939;
- A treia Rzeczpospolita – după căderea regimului comunist din 1989.

Se mai folosesc și alte expresii înrudite:
- Rzeczpospolita szlachecka – Federația/Repuiblica nobililor, alt nume dat Primei Rzeczpospolita;
- Rzeczpospolita Obojga Narodów – Republica/Federația celor două națiuni sau Uniunea statală polono-lituaniană (1569–1795);
- Rzeczpospolita Babińska – un stat-parodie din secolul al XVI-lea, înființat în satul Babin, unde nobililor li s-au acordat "funcții" conform defectelor lor, nu meritelor;
- Rzeczpospolita Krakowska – Republica din Cracovia Orașul liber Cracovia (1815–1846);
- Polska Rzeczpospolita Ludowa – Republica Populară Polonia, nume dat țării în mod obișnuit pentru toată perioada comunistă, 1944–1989, deși a fost folosit în mod oficial doar între 1952 și 1989.

Popoarele care au făcut la un moment dat parte din statul polonez au împrumutat în limbile lor acest cuvânt. Astfel, cuvintele lituanian Žečpospolita,  belarus Рэч Паспалітая (Rei Paspalitaia) și  respectiv ucrainean Річ Посполита  (Rici Pospolita) sunt folosite pentru a desemna Polonia de dinaintea împărțirilor statului polono-lituanian. 